# New Star Records
La New Star Records (a volte abbreviata in New Star) è stata una etichetta discografica italiana, attiva dalla prima metà degli anni '60 fino agli anni '80.

## Storia
Fondata dal maestro Angelo Camis, si appoggiava alle edizioni musicali Recital; il logo dell'etichetta era una stella stilizzata, da cui il nome.
La sede della casa discografica, attiva per più di due decenni, era in Galleria del Corso 4 a Milano.
Incisero per la New Star Records, tra gli altri, Wilma De Angelis, Dominga e i Teppisti dei sogni.
L'etichetta chiuse i battenti nella seconda metà degli anni '80.

## Dischi
La datazione qui riportata si basa sull'etichetta del disco o sulla copertina; qualora nessuno di questi elementi abbia una datazione, è basata sulla numerazione del catalogo; talora è, infine, basata sul codice della matrice di stampa. Se esistenti, sono riportati, oltre all'anno, il mese e il giorno (quest'ultimo dato si trova, a volte, stampato sul vinile).

### 33 giri
| Numero di catalogo | Anno             | Interprete                                               | Titoli                                                                                           |
| ------------------ | ---------------- | -------------------------------------------------------- | ------------------------------------------------------------------------------------------------ |
| NSR 3001           | 26 luglio 1966   | Esecutori vari                                           | Le più belle canzoni della III Fiera della Canzone Italiana                                      |
| NSR 4001           | 1967             | Esecutori vari                                           | I Watts 99 e i Generali accompagnano sei artisti per la Fiera della Canzone Italiana Milano 1967 |
| NSR 6001           | 23 novembre 1970 | Claudio e Annamaria Giacominelli con il complesso i "32" | Claudio e Annamaria Giacominelli                                                                 |

### 45 giri
| Numero di catalogo | Anno             | Interprete                        | Titoli                                                                                          |
| ------------------ | ---------------- | --------------------------------- | ----------------------------------------------------------------------------------------------- |
| NSR 1001           | 1965             | Antonio Lucarelli                 | Non ti lascerò/Io sono un disperato                                                             |
| NSR 1002           | Aprile 1965      | Pino Relly                        | Ricorderò/Il bikini                                                                             |
| NSR 1004           | 1965             | Ermanna Melli                     | Cos'è questo desiderio/Avevi ragione                                                            |
| NSR 1007           | 12 febbraio 1966 | Dominga                           | Ho dimenticato per te/Te ne sei andato/L'amore tornerà                                          |
| NSR 1008           | 1966             | Marino Re                         | Piangerai/Per una volta ancora/Ma domani sera                                                   |
| NSR 1009           | 1966             | Nadia Olivieri                    | Non soffrirai/Cos'è l'amore                                                                     |
| NSR 1010           | 1966             | Maria Luisa                       | Ti aspetto/Il sogno più bello di tutti                                                          |
| NSR 1014           | 1967             | Dominga                           | Madonnina diglielo tu/Pezzetti di luna/Era un gioco                                             |
| NSR 1015           | 1967             | Luciano Gatta                     | Dove finisce il mondo/Va, corri da lei/Pietà o mio Signore                                      |
| NSR 1018           | 1967             | Enzo Granito                      | Sì, piangerai/Paese mio                                                                         |
| NSR 1019           | 1967             | Esther e il complesso The Shakers | Ora che tu sei qui con me/Io me ne andrò                                                        |
| NSR 1023           | 1968             | Ida Gatto                         | Per quello che mi hai dato/Te ne sei andato                                                     |
| NSR 1025           | 1968             | Gianfranco Soster                 | Piangi, amore/Ora so chi sei                                                                    |
| NSR 1026           | 1968             | Dominga                           | Addio all'estate/Magia dentro di me                                                             |
| NSR 1031           | 1969             | Pino Mannu e i Watt 69            | Piangi amore/Ricorderò                                                                          |
| NSR 1036           | 17 luglio 1969   | Quinzio                           | Per una volta ancora/Ricorderò                                                                  |
| NSR 1039           | 1969             | Kel                               | Per una volta ancora/Ricorderò                                                                  |
| NSR 1041           | 1970             | Agata                             | Ti terrò per mano/Sbarazzina                                                                    |
| NSR 1048           | 1970             | Agata e i 32                      | E' stata una fortuna/Sarà impossibile                                                           |
| NSR 1049           | 1970             | Carlo Savarese e i 32             | Ho scritto una canzone/Se c'è un perché/L'amo/Chitarra mia                                      |
| NSR 1054           | 1971             | Nadia Broggi                      | Ricordi/Labbra di sole/Sei andato via                                                           |
| NSR 1057           | 1971             | Domingo Bastianoni                | Amore amore mio/Il momento giusto                                                               |
| NSR 1060           | 1971             | Lida Sany                         | Torna anima mia/Una sera d'estate/Ogni sera vedo una luce                                       |
| NSR 1072           | 1972             | Maurizio Martellini               | Angela/Delusione                                                                                |
| NSR 1073           | 1972             | Michelangelo                      | Il giardino dei lillà/Pensando te, sognando te                                                  |
| NSR 1074           | 1972             | Agata                             | Ho trascorso le vacanze dove sorge il sole d'oro/L'amore non sbaglia mai/Tu sei la mia prigione |
| NSR 1082           | 1973             | The Rangers                       | Elisa/Povera donna                                                                              |
| NSR 1084           | 1973             | Maurizia Monaco                   | E' meglio così/Stammi vicino                                                                    |
| NSR 1098           | 1973             | I Teppisti                        | Piccolo fiore, dove vai?/Io ho te                                                               |
| NSR 1104           | 1974             | Lorella Uccella                   | Il tempo ci dirà/Amor di primavera/Amore ritornerò                                              |
| NSR 1106           | 1975             | Stella Fasoli                     | Dov'è finito il nostro amore/Se tu sarai sincero                                                |
| NSR 1125           | 1975             | Marina Pullicani                  | Non puoi dimenticarmi/Un giorno di sole cento giorni di pioggia                                 |
| NSR 1130           | 1976             | Dominga                           | Spiagge romagnole/Dove eravamo                                                                  |
| NSR 1132           | 1976             | Stella Fasoli                     | Quando mi dice amore/E' il tuo canto                                                            |
| NSR 1133           | 1976             | Tonina Sol                        | La spiaggia più bella del mondo/Tutti i sensi                                                   |
| NSR 1135           | 1976             | I Teppisti                        | Il canto degli uccelli/Tu amore mio                                                             |
| NSR 1138           | 1976             | Crema                             | Sei sempre tu/Se io fossi                                                                       |
| NSR 1139           | 1976             | Dominga                           | Un'affettuosa amicizia/Dominga Dominga                                                          |
| NSR 1163           | 1976             | Gianni Dego                       | Falsa bugiarda/Reginetta                                                                        |
| NSR 1171           | 1977             | The Apples                        | Di chi sono figlio io?/Ricordi                                                                  |
| NSR 1185           | 1978             | Wilma De Angelis                  | Cuore mio/Non tentare di bussare                                                                |
| NSR 1189           | 1979             | Wilma De Angelis                  | Lacrime/Decidi tu, decido io                                                                    |
| NSR 1195           | 1979             | Wilma De Angelis                  | C'è il ballo liscio/Lacrime                                                                     |
| NSR 1203           | 1979             | Wilma De Angelis                  | Com'era verde il domani/Non si può dire                                                         |
| NSR 1204           | 1979             | Maurizio Polidori                 | La calamita/Questa autostrada                                                                   |
| NSR 1206           | 1979             | Wilma De Angelis                  | Dimmi che/Questa sera                                                                           |
| NSR 1210           | 1979             | Wilma De Angelis                  | Dolce amore incanto/Amore torna                                                                 |
| NSR 1213           | 1980             | Roby Valente Orchestra            | L'amore fra le mie braccia/L'ultimo giorno d'estate                                             |
| NSR 1216           | 1980             | Gianni Cerrone                    | Nella notte mia/Strana                                                                          |
| NSR 1222           | 14 giugno 1980   | Wilma De Angelis                  | Suona maestro/Sempre noi                                                                        |
| NSR 1226           | 1980             | Louis e Loran                     | Gay/Oggi                                                                                        |
| NSR 1227           | 1980             | Wilma De Angelis                  | Por Navili de Milan/La bella mora                                                               |
| NSR 1230           | 1980             | Wilma De Angelis                  | I ragazzi del disco/ Ti aspetto amore                                                           |
| NSR 1233           | 1981             | Wilma De Angelis                  | Amore vero/Il Papa del sorriso                                                                  |
| NSR 1421           | 1982             | Dominga                           | Viva l'estate/Bienate cha cha cha                                                               |